# Revercourt
Revercourt is een gemeente in het Franse departement Eure-et-Loir (regio Centre-Val de Loire) en telt 34 inwoners (2009). De plaats maakt deel uit van het arrondissement Dreux.

## Geografie
De oppervlakte van Revercourt bedraagt 5,5 km², de bevolkingsdichtheid is dus 6,2 inwoners per km².
De onderstaande kaart toont de ligging van Revercourt met de belangrijkste infrastructuur en aangrenzende gemeenten.

## Demografie
Onderstaande figuur toont het verloop van het inwonertal (bron: INSEE-tellingen).